# Ken Sasaki (Pianist)
Ken Sasaki (* 14. September 1943 in Sendai; † 10. August 1991 in Paris) war ein japanischer Pianist.
Sasaki hatte seit seiner frühen Kindheit Klavierunterricht, studierte an der Kunsthochschule Tokio und debütierte 1966 als Pianist. Ein Stipendium des polnischen Kultusministeriums ermöglichte ihm ein Studium am Warschauer Konservatorium bei Zbigniew Drzewiecki und Danuta Lewandowska. Als Stipendiat der französischen Regierung vervollkommnete er 1969 seine Ausbildung bei Vlado Perlemuter.
Als Konzertpianist trat Sasaki u. a. in Polen, Frankreich, den Niederlanden, der Schweiz, Österreich und Deutschland auf. 1972 organisierte der Impresario Wilfred van Wyck sein englisches Debüt in der Londoner Wigmore Hall. 1979 unternahm er eine Konzerttournee durch die USA, die in einem Konzert in New York gipfelte. Daneben gab er regelmäßig, oft von europäischen Musikensembles begleitet, Konzerte in Japan. Im Mittelpunkt seines Repertoires standen die Klavierwerke von Franz Liszt, Maurice Ravel und Fryderyk Chopin. Sasaki hatte in den letzten beiden Jahrzehnten seines Lebens seinen Wohnsitz in Paris und ist auf dem Friedhof Père-Lachaise begraben.